# Bachir Gemayel
Pour les articles homonymes, voir Gemayel.
Bachir ou Béchir Gemayel (en arabe : بشير الجميل), né le 10 novembre 1947 à Beyrouth où il est mort assassiné le 14 septembre 1982, trois semaines après avoir été élu président de la République, est un homme politique libanais, membre de la famille Gemayel.
Il a fondé et est devenu plus tard le commandant suprême des Forces libanaises (FL), unissant par la force les principales milices. Gemayel s'est allié temporairement à Israël, et ses forces ont combattu l'Organisation de libération de la Palestine et l'armée syrienne. Il est élu président le 23 août 1982, mais est assassiné avant d'entrer en fonction le 14 septembre de cette année, via l'explosion d'une bombe par Habib Chartouni, membre du Parti social nationaliste syrien.
Gemayel est souvent décrit comme le personnage le plus controversé de l'histoire du Liban. Même après sa mort, il reste populaire parmi les chrétiens, où il est considéré comme un « martyr » ou une « icône ». À l'inverse, il a été critiqué par d'autres pour avoir commis ou ordonné des crimes de guerre sur des chrétiens rivaux – notamment le massacre d'Ehden contre la famille Frangié, lorsque des membres des FL ont tué le chef de la brigade Marada, Tony Frangié – et des Palestiniens, et est accusé de trahison par une partie des Libanais pour son alliance avec Israël.

## Biographie
Fils de Pierre Gemayel, Bachir Gemayel naît dans une importante famille chrétienne. Pendant la guerre du Liban, il fonde la milice des Forces libanaises (FL) en 1976, regroupant presque toutes les milices chrétiennes de Beyrouth-Est et du Mont-Liban, notamment au moment des massacres des populations dans des villages du Sud-Liban (Damour, Jieh…).
Il prend alors la tête de la milice chrétienne et s'impose par la force comme chef du camp dans la guerre qui fait rage face aux milices palestiniennes de Yasser Arafat. Il affronte des rivaux chrétiens comme Tony Frangié et Dany Chamoun, qui dirigeait la milice des Tigres. On lui attribue également les carnages du « samedi noir », durant lequel des dizaines de civils musulmans sont égorgés par la milice phalangiste. Le 13 juin 1978, ses hommes éliminent Tony Frangié et massacrent la famille de ce dernier dans un assaut contre leur résidence. Sa fille Maya est assassinée, le 23 février 1980, dans un attentat.
Reconnu comme interlocuteur par les États-Unis, Bachir Gemayel ouvre le dialogue avec les pays arabes, et passe une alliance politique et militaire avec Ariel Sharon et Rafael Eitan pour chasser les Palestiniens du Liban. Au cours de l'intervention militaire israélienne, il est élu président de la République libanaise.

### Assassinat
Voulant résoudre le problème palestinien et voulant faire la paix avec Israël, Gemayel finit par déranger la politique mise en œuvre par toutes les puissances régionales, qui pensaient trouver une solution au conflit israélo-palestinien à travers le Liban. Réputé pour son rejet des Palestiniens, il affirme à la presse : « il y a un peuple de trop au Moyen-Orient et c’est le peuple palestinien ». au directeur du Mossad, Nahum Admoni : « Il est possible que nous ayons besoin de plusieurs Deir Yassin » – allusion au massacre, en avril 1948, de tout un village proche de Jérusalem pour semer la terreur et pousser les Palestiniens à s’enfuir.
Après avoir prononcé, le matin même, un discours en forme de testament politique, il est assassiné trois semaines après son élection, le 14 septembre 1982, avant même d'avoir pu prêter serment à la présidence. Un massacre « punitif », perpétré par une faction des FL commandée par Elie Hobeika, s'exerce dans les camps palestiniens de Sabra et Chatila dans la nuit du 17 au 18 septembre de la même année : entre 700 et 3 500 personnes sont assassinées. Le frère de Bachir, Amine, lui succède à la présidence.
Habib Tanious Chartouni, militant pro-syrien, est appréhendé par les FL et revendique le meurtre de Bachir Gemayel. Il est remis à la justice libanaise et emprisonné à la prison de Roumieh. Mais il se trouve illégalement relâché par « des éléments armés inconnus » pendant l'offensive de l'armée syrienne à Beyrouth, en 1990. Ce ne sera que le 20 octobre 2017 – soit 35 ans après l'assassinat perpétré – que Chartouni sera condamné, avec Nabil Alam, par le Haut Conseil judiciaire à la peine de mort par contumace.
La veuve de Bachir Gemayel, Solange Gemayel (née Toutounji), a été élue députée maronite de Beyrouth de 2005 à 2009. Leur fils, Nadim Bachir Gemayel, est député maronite depuis 2009.

## Héritage et controverses

### Héritage
Gemayel est perçu positivement par de nombreux chrétiens de droite. Ils le considèrent comme un leader patriote qui s'est battu pour les droits des chrétiens et l'autonomie du Liban.
Un mémorial a été érigé en son honneur sur la place Sisses à Achrafieh à Beyrouth, et une rue de Beyrouth porte son nom.
Les condamnations de son assassinat sont venues du monde entier, y compris du président américain Ronald Reagan. Reagan était l'un des dirigeants qui faisaient le plus confiance à Bachir, allant jusqu'à dire que « ce jeune leader prometteur avait apporté la lumière de l'espoir au Liban ».
La chanson Promesse ô Liban de Pascale Sakr  est un hommage tendancieux rendu par Nadim à son pays, ainsi qu'à tous ceux qui sont morts en martyrs, dont son père Bachir.
Gemayel était considéré comme une option extrême pour la présidence. Les musulmans et les dirigeants de gauche préféraient un parti modéré, comme son frère Amine ou l'ancien président Chamoun. Georges Haoui a déclaré dans un documentaire avec Al Jazeera : « Une fois élu, j'étais sûr qu'il ne prendrait pas la présidence et qu'il serait assassiné. De nombreuses parties essayaient de le tuer et j'en faisais partie. Je n'ai pas réussi alors que quelqu'un d'autre l'a fait. Il était une solution au mauvais endroit et au mauvais moment ».

### Controverses
Gemayel est cependant rejeté et détesté par d'autres chrétiens pour le massacre d'Ehden, sa collaboration avec Israël, sa tentative d'annihiler les autres milices chrétiennes pour les absorber dans les Forces libanaises. Il lui est également reproché d'être le meneur de l'action ayant mené au massacre du bus de Beyrouth en 1975. Un nombre important de chrétiens pro-syriens mais également anti-syriens, ont tentés de l'assassiner.
Ses adversaires estiment qu'il a commis une grande trahison dans ses relations avec Israël, et ils le classent également comme un criminel de guerre en raison de son style violent dans les batailles et les opérations militaires qui ont conduit intentionnellement au meurtre d'un grand nombre de civils.
Le député musulman Nawaf al-Moussawi, chef du bureau des relations internationales du Hezbollah, a déclaré lors d'une séance parlementaire que Gemayel était arrivé à la présidence « à dos d'un char israélien », et le professeur chrétien Christo El Morr l'a comparé à Philippe Pétain. Gemayel est critiqué pour le recours à la force contre des civils et pour avoir perpétré des massacres contre des musulmans et des chrétiens rivaux, comme à Karantina, le Samedi noir et le massacre d'Ehden.
Les musulmans chiites sont majoritairement hostiles à la figure de Gemayel.

### Reportages télévisuels
- Reportage de la télévision belge sur Bachir Gemayel.
- Portrait des Gemayel après la mort de Bachir. Source INA : émission Midi 2, Antenne 2, diffusée le 21/09/1982, durée : 2 min 25 s.